# 13477 Utkin
13477 Utkin eller 1975 VW5 är en asteroid i huvudbältet som upptäcktes den 5 november 1975 av den ryska astronomen Ljudmila Tjernych vid Krims astrofysiska observatorium på Krim. Den är uppkallad efter Vladimir Utkin.